# خوليو سيزار هيريرا
خوليو سيزار هيريرا هو دراج كوبي، ولد في 11 مارس 1977 في هافانا في كوبا.

## وصلات خارجية
- خوليو سيزار هيريرا على موقع أرشيف الدراجات (الإنجليزية)
- خوليو سيزار هيريرا على موقع اللجنة الأولمبية الدولية (الإنجليزية)
- خوليو سيزار هيريرا على موقع أوليمبيديا (الإنجليزية)